# 松阪市ケーブルシステム
松阪市ケーブルシステム（まつさかしケーブルシステム）は、三重県松阪市がかつて運営していたケーブルテレビ局である。

## 概要
郵政省（現総務省）の「新世代地域ケーブルテレビ施設整備事業」の全国第1号で認可を受けた。1995年（平成7年）10月に、当時の飯南町にて、自治体直営のケーブルテレビ局として、飯南放送通信センター（愛称：茶王＜チャオ＞）として開局したが、その後事務所を飯高町（通称：飯高放送通信センター）に移していた。
両町を除く松阪市内では松阪ケーブルテレビ・ステーションがケーブルテレビ事業を展開していることから、松阪市は2017年（平成29年）4月1日をもって同社にケーブルテレビ事業を譲渡を決め、松阪市ケーブルシステム条例を当日付で廃止した。

## 所在地
- 三重県松阪市飯高町宮前180（事業終了時）

## サービスエリア
- 三重県松阪市飯南町および飯高町

## 主な放送チャンネル
- 松阪ケーブルテレビ・ステーション参照

## コミュニティチャンネル
- 松阪市行政チャンネル（デジタル123ch、アナログ6ch）